# 堀直政
堀直政（日语：／ Hori Naomasa，1547年—1608年4月11日）是日本戰國時代至江戶時代初期武將。成為從弟堀秀政的家老，被賜予堀姓，亦被稱為奧田直政。父親是奧田直純。

## 生平
在天文16年（1547年）於尾張中島郡奧田庄出生。因為被交托在堀秀政的伯父兼一向宗僧人堀掃部太夫之下，於是與秀政一同度過童年時期。而堀掃部太夫吩咐二人，要跟隨首先立下功績一方，協力振興家名，而因為秀政首先立下功績，於是成為其家臣（不過有說法指出，這類逸話在加藤清正等其他武將亦有，因此應是創作）。
秀政在13歳開始成為織田信長的小姓。而因為直政大秀政6歲，所以亦被認為在同時期應該是在信長配下。不過因為缺乏直政在信長配下時代的史料，可能是輔佐秀政而擔任文官，負責處理行政工作。在《寬永諸家系圖傳》中記載，在進攻伊賀龜甲城時，率領精兵首先登城而受到信長讚賞，在進攻伊勢峰城時亦立下功績。信長死後，與秀政一同在山崎之戰、賤岳之戰、小牧長久手之戰、紀州征伐、四國征伐、九州征伐、小田原征伐中從軍。
特別是在天正11年（1583年）的賤岳之戰中，持著十文字槍，奪去柴田勝家的金御幣馬印，並殺死小塚藤右衛門。

### 秀治時期
秀政在小田原征伐中，於陣中病死。秀政死後，認為秀政的兒子秀治太早成為繼承人的豐臣秀吉，打算把秀治召回所領北之庄，因此延遲了秀治的襲封，對此感到憤怒的直政令次男直寄擔任使者前往見秀吉，書狀中寫著「左衛門（秀政）有多年勤功，萬一家督不立，恐怕會沾污閣下的人緣」（左衛門、多年の勤功あり、万一跡目たてられずんば、参りて御縁を汚さん），於是秀吉允許秀治的襲封。慶長3年（1598年），因為秀吉的命令，上杉景勝移封至會津，而秀治則移往越後。越後45萬石由一族和與力統治，春日山城由秀治、藏王堂城由秀治的弟弟親良、坂戶城由直政的次男直寄、三條城由直政（城代是嫡男直清）、新發田城由溝口秀勝、本庄城由村上義明（後來地名改為村上）各自管治。

### 與上杉氏暗鬥
在秀吉命令大名換國之際，年貢米只徵收一半，其餘一半留給後來的領主，上杉氏和堀氏亦同樣。不過因為直江兼續和石田三成的謀議，年貢米被全數拿走。堀家逼不得已，向新潟代官河村彦右衛門借下2千俵米。因為兼續與河村有舊知，於是得到直政的借米証，在秀吉死後，不斷向堀家討還。
上杉景勝在慶長4年（1599年）從伏見歸返會津後，修復城砦和道路，購買武器和米，以及招募浪人，於是直政向德川家康報告，家康以家臣伊奈昭綱為使者前往會津，而得到的回答是直江狀，其中被問及向越後的野心之際，有「久太郎（秀治）踏進（我國）的土地，這才不需要架設橋樑」（久太郎ふみつぶし候に、何の手間入り申すべきや。橋架けるにいたらず）的語句侮辱堀家（不過亦有說法指出直江狀是後世創作）。
家康於是組織上杉討伐軍，向秀治送出「從津川口攻入會津」（津川口から会津へ攻め入るべし）的書狀，經過堀氏一族合議，直寄主張為報太閤之恩，應該與上杉組成同盟，直政則主張不只是太閣之恩，信長公有更大的恩情，但織田家子孫無能不值得依賴，豐臣方發話者是石田三成，並非秀賴公的本意，而且家康必定勝利，於是一族都同意，備戰並等待家康的指示。
此後，石田三成送來書狀，「前田利長、丹羽長重，以及北國諸將，皆同意依北國的通路，與景勝合力得到忠節」（前田利長、丹羽長重そのほか北国の諸将、皆上方同意なり、之に依り北国の通路を開き、景勝に合力して忠節せられるべし），直政看穿這是三成的策略，向三成作出善意的回答，並向前田利長的家老送出書狀，「利長，對內府（家康）無二心，有著清楚回答」（利長、内府に対し、二心なき旨の、分明の返答あり），加強其投向家康一方的決心。三成亦向兼続送出書狀，「越後本應是上杉本領，中納言殿（景勝）被下置，就看你的意思」（越後の儀は上杉本領に候えば、中納言殿へ被下置候旨、御内意に候）「堀久太亦屬於大坂一方」（堀久太も大坂方御奉公の志に候），大意是把越後給予上杉，這是秀賴公的意思，而堀秀治亦是大坂一側。

### 上杉遺民一揆
因為兼續催促，以及三成的書狀，上杉譜代集結士兵達8千人，鐵砲2千挺。兼續從身分低下的士兵中，選出智謀忠義兼備的人，令其假裝成浪人進入越後，在寺社等因檢地而受苦的地方誘發一揆，以阻止堀家攻入會津。8月1日，一揆在奧廣瀨爆發，小倉主膳守備的下倉城被包圍。小倉主膳被殺，不過前來救援的直寄殺死數百人並鎮壓一揆。直政亦向柏崎出陣並鎮壓一揆。8月3日，一揆勢攻擊堀直政的居城三條城，不過被守將直清擊退。
7月21日，石田三成舉兵，於是家康返回江戶。兼續向景勝進言追擊家康，但是景勝說「此次是因為堀直政的讒言，利用家康引發合戰，何況家康與此方無關，返回江戶的話，此方亦當然應該返回會津」（此度の儀は堀直政の讒言により、家康が仕掛けるため、ひと合戦と支度をしたり、されど家康が此方に構はず、江戸に引取るに於いては、此方も会津へ引取るべきは理の当然である），於是拒絕出陣。
9月8日，直政與長男直清、次男直寄一同從三條城出兵前往津川，在前往津川的途中，會津的士兵3千餘人與一揆士兵一同登上高處，構起三段之陣，在深田前佈出應戰陣勢，此時直寄向家臣說「敵人在深田前面，於高處佈陣，我方突進的話必定敗北，不如秘密從小道切斷敵人的陣勢，勝利的就是我方」（敵が深田を前にして、高きところに備えたれば、我れよりかかって勝負をいたせば敗北は必定なり、密かに脇道より敵の横合いに出でて仕掛けて切り崩さば、勝利は我にあらん），於是直寄率領近身兵10人，迂迴至崖陰處，從敵方右邊以鐵砲射擊，令敵方大亂，成為將其平定。
9月21日，因為鎮壓一揆的功績而收到家康的感謝狀。在慶長5年（1600年）的關原之戰時，一揆已經完全消失。

### 關原之戰後
慶長6年（1601年），家康向秀治送出書狀，命令直政鎮壓德川家直轄領佐渡爆發的一揆。慶長10年（1605年）期間，因為家康的命令，以及高台院的希望，於是建設秀吉的菩提寺，在秀吉生前建成的康德寺轉移和擴張，建成高台寺，一半費用由直政負擔，開山堂內陣中有直政的木像被祭祀著。在高台寺建築中而滯留在伏見時，向家康請求令秀治的兒子迎娶德川家的女兒，家康聞知後，把外孫本多忠政的女兒百合姬迎為德川秀忠的養子，令其嫁到堀家，更把秀忠的偏諱下賜，於是改名為忠俊，亦被賜予松平姓，不過最終亦沒有成為德川將軍家的親藩或譜代大名。慶長10年（1605年），與堀親良對立。慶長11年（1606年）5月，秀治死去，於是輔助年幼的忠俊。
在慶長13年（1608年）12月死去。享年62歲。根據《堀鐵團公記》記載，在死後被埋葬在「城東之圓昌寺」。後來由直寄改葬至高野山正智院。

## 人物
- 根據《名將言行錄》記述，被稱為「天下之三陪臣」之一，「秀吉曰，陪臣有直江山城（兼続）、小早川左衛門（隆景）、堀監物（直政），在天下的仕置中，仕於主家兼有領地者，該受賞譽」（秀吉曰く、陪臣にて、直江山城、小早川左衛門、堀監物抔は天下の仕置をするとも、仕兼間敷者なりとて、共に賞誉せられけり）。
- 被認為是歷戰的勇將。